# Свети Архангел Михаил (Берово)
Вижте пояснителната страница за други значения на Свети Архангел Михаил.
„Свети Архангел Михаил“ (на македонска литературна норма: Беровски манастир „Свети Архангел Михаил“) е женски манастир в малешевското градче Берово, Република Македония, част от Струмишка епархия на неканоничната Македонска православна църква.
Манастирът е разположен на изхода на града, на пътя, който води към стената на Беровското езеро. Главната порта гледа към града, а останалите две към реката и боровата гора.
Манастирската църква е ранновъзрожденска, изградена е в периода от 1815 до 1818 година. Осветена е в 1818 година, като на осветяването и присъства и възрожденският просветен деец Йоаким Кърчовски.
Легендата за построяването на църквата е следната. В началото на XIX век Берово имало около двеста къщи и само една малка църква, затова местните първенци решили да изграят нова църква на мястото, наречено Могила. Парохийският свещеник поп Пецо издействал позволение за градеж от валията в Радовиш, но при много тежки условия – църквата да бъде изградена ниско под нивото на пътя и да не се вижда, граденето да завърши за четиридесет дена, а поп Пецо, най-малката си щерка, Султана, да я даде в харема. С голям труд и пожертвование на вярващите църквата била иззидана и покрита с каменни плочи за четиридесет дена. За да не се набива на очи, външните стени са измазани със сажди и вар. Но валията видял, че църквата е изградена над земята и разгневен наредил тримата църковни настоятели веднага да бъдат убити пред нея, а тъй като Султана избягала в Кюстендил, поп Пецо бил затворен. Той бил пустнат от затвора след три години, а неговата щерка се върнала в Берово след убийството на валията от хайдути.
Около 1840 година са изградени конаците на манастира. Първите калугерки в манастира били снахата и щерката на поп Христо, зет на поп Пецо, които се замонашели с благословията на игумена на Рилския манастир. Първата игуменка е Евгения, като след нея следват още две със същото име. Четвъртата игуменка е Евлампия, произведена в чин игуменка в 1958 година от архиепископ Доситей Охридски и Македонски. В най-големия си подем в първата половина на XX век, манастирът има до шестдесет монахини, развита богата икономика, богословско училище, тъкачница. Първата монофазна хидроцентрала в този край е манастирската.
Църквата е с голям трем, изградена е в архитектурите традиции на XIX век и доминира в манастирския двор. Иконите са в характерен стил, който отстпва от византийските канони. От първоначалния иконостас е запазена само една икона на Светия пророк Ной, дело на иконописеца Георги Велянов от Струмица, изработена в 1818 година. Велянов е автор и на престолното Разпятие с фигурите на Богородица и Йоана също от 1818 година. Георги Велянов се е подписал на централно място в църквата, което показва, че той е основният иконописец при първоначалното ѝ изписване. От 1899 до 1920 година в църквата работи зографът Гаврил Атанасов. Целувателната икона „Успение на Пресвета Богородица“ е дело на зографа Григорий Пецанов от Струмица, изработена в 1878 година.